# Mideast vacation
Mideast vacation is een protestlied dat werd geschreven door Neil Young. Samen met Crazy Horse bracht hij het in 1987 uit op een single met Long walk home op de B-kant. In hetzelfde jaar bracht hij het uit op hun album Life waarop meerdere protestliederen staan.

## Inhoud en achtergrond
De tekst is een beschrijving van een jongeling uit een gezin met een groot rechtsbesef. Vroeger keek hij naar de politieserie Highway patrol, terwijl hij ondertussen plakjes afsneed van een stuk hout. Onderweg op vakantie naar het Midden-Oosten kijkt hij nog of Khadhaffi aan boord is, terwijl de CIA hem waarschuwt dat hij toch geen held wordt en hij moet stoppen aan dat dampende geweer te ruiken. Eenmaal aangekomen roept een groep mensen Dood aan Amerika en op straat wordt hij in zijn buik gestompt. Als een Rambo schiet hij erop los in een discotheek. Toen zijn dummy op straat werd verbrand, was zijn vakantie compleet.
In feite gaat het nummer echter over het Amerikaanse buitenlandse beleid en zet hij de VS neer als een buitenbeentje in het Midden-Oosten. De single kwam uit in september 1987. In april van dat jaar had de bomaanslag op discotheek La Belle in West-Berlijn plaatsgevonden en kort daarop de vergeldingsbombardementen van de Amerikanen in Libië. Na de aanslagen van 11 september 2001 speelde Young het nummer nog eens tijdens een concert.